# Merenptah-Stele

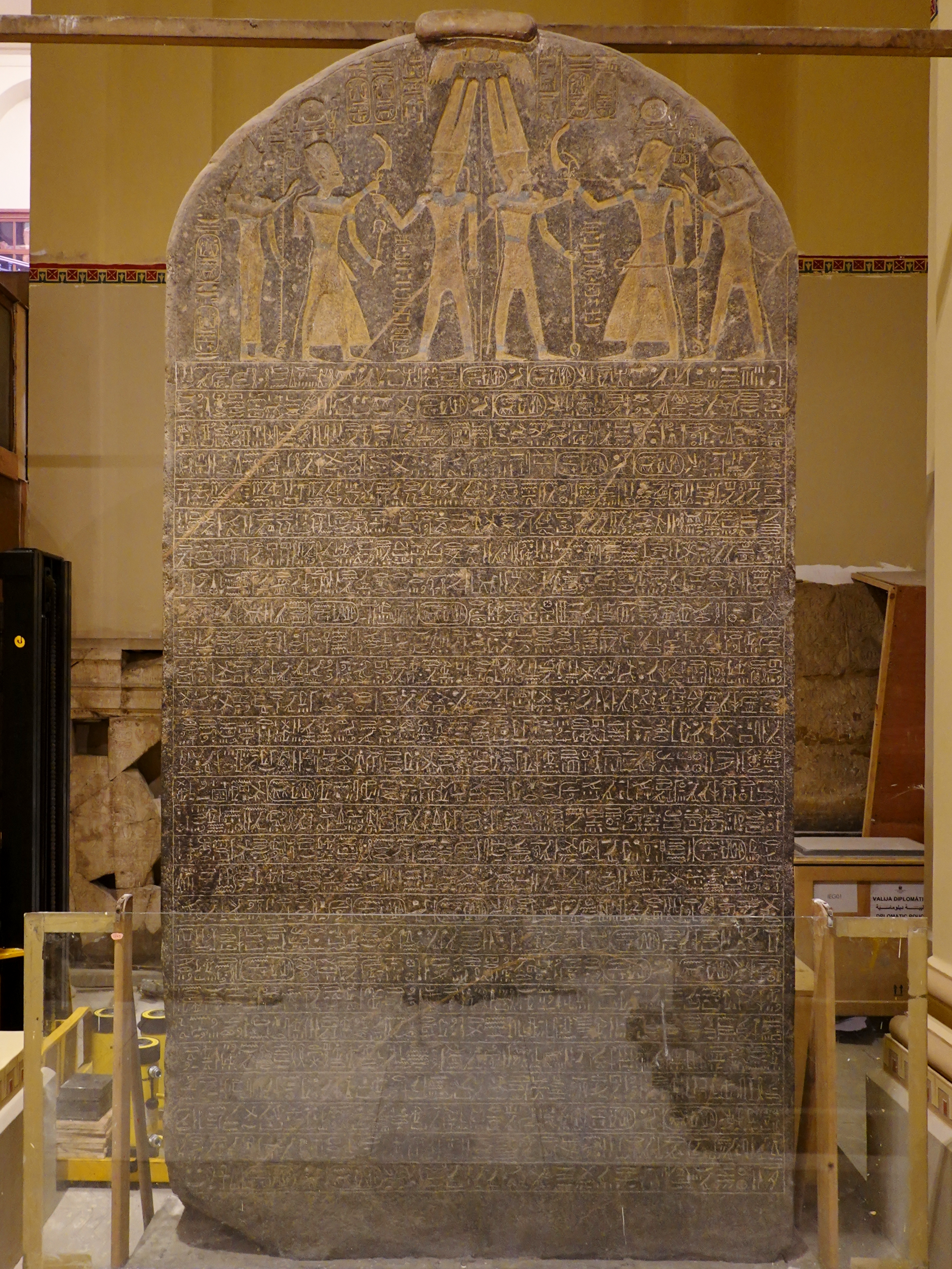
Die Merenptah-Stele im Ägyptischen Museum in Kairo (JE 31408 und CG 34025)

Der Text der Merenptah-Stele oder Siegesstele des Merenptah, die auch unter der Bezeichnung Israel-Stele bekannt ist, liegt in zwei Ausführungen vor: einerseits als ausführliche Inschrift in Karnak und andererseits in kürzerer Fassung auf einer ursprünglich freistehenden Stele in Theben-West.
Flinders Petrie fand die schwarze Granitstele 1896 in den Ruinen des Totentempels von König (Pharao) Merenptah (19. Dynastie, Neues Reich). Sie wird heute unter den Inventar-Nummern CG 34025 und JE 31408 im Ägyptischen Museum Kairo aufbewahrt. Der Text ist datiert vom 3. Schemu III (19. Apriljul./ 8. Aprilgreg.) 1208 v. Chr., dem fünften Regierungsjahr des Königs.

## Vorgeschichte der Stele
Die Stele ist 310 cm hoch, 160 cm breit und 32 cm dick. Ursprünglich war sie für den Totentempel des Amenophis III. aus der 18. Dynastie bestimmt. Die Vorderseite enthält einen ausführlichen Bericht über die Bautätigkeiten des Königs in Theben-West, Soleb, Luxor und Karnak. In der Amarna-Zeit wurde der Text teilweise ausgehämmert und von Sethos I., zweitem König der 19. Dynastie, als „Denkmal für seinen Vater Amun“ restauriert. Auf der Vorder- und auf der Rückseite ist eine Doppelszene mit dem stehenden Amun-Re zu sehen. Auf dem Recto opfert Amenophis III. dem Gott kühles Wasser (qbḥw – qebehu) und Wein (jrp – irep). Das Verso zeigt Merenptah beim Empfang des Sichelschwertes (Chepesch); er wird dabei von Chons und Mut begleitet. Amun-Re kommentiert die Szene mit den Worten: „Nimm dir das Chepesch-Schwert zum Sieg über alle Fremdländer.“

## Inhalt

### Kriege gegen andere Völker
In seinem fünften Regierungsjahr musste sich Merenptah gegen einen Angriff libyscher Volksstämme, die Lebu (Libyen) und Mešweš (Meschwesch), sowie verschiedene Seevölker behaupten.

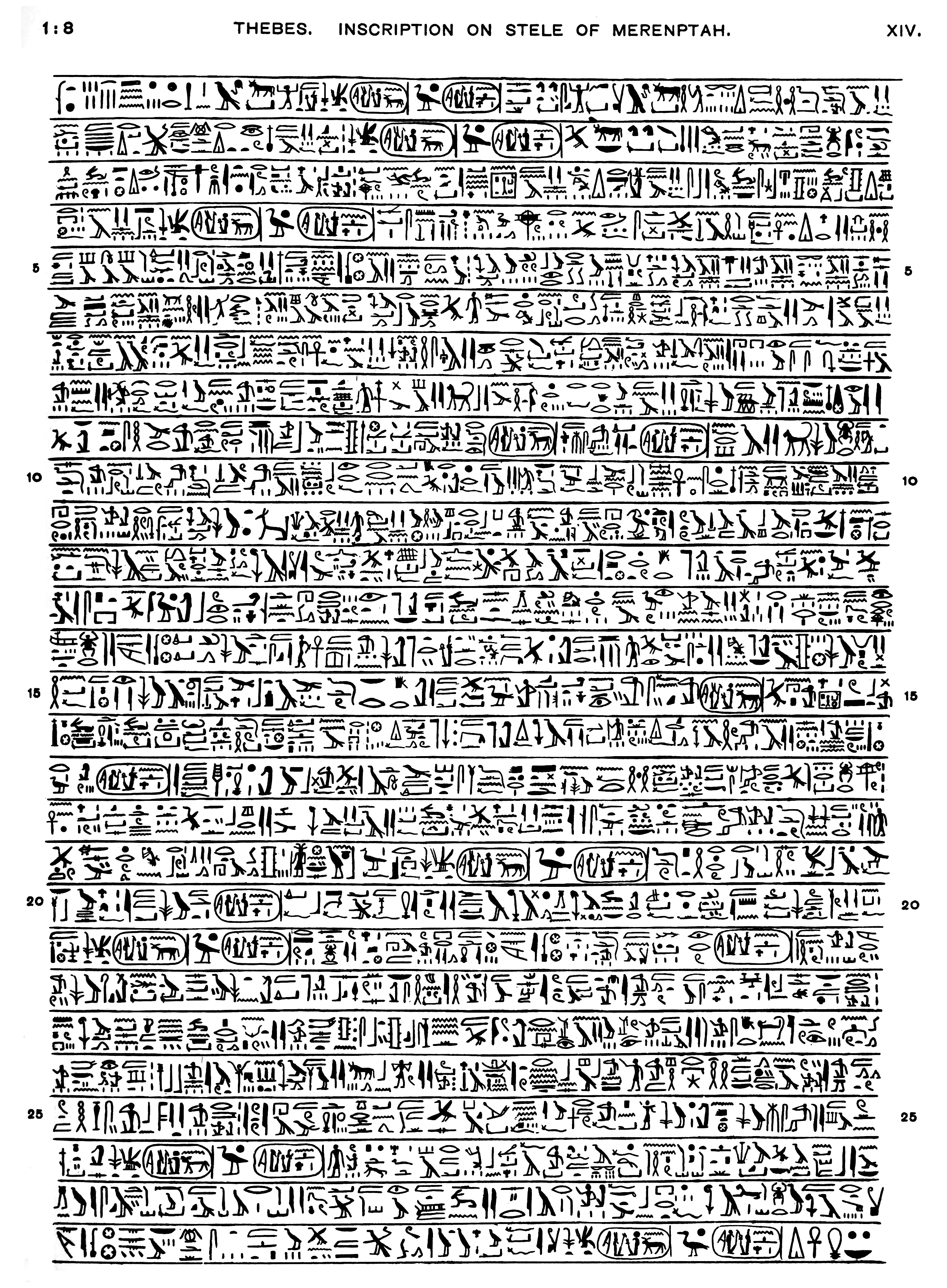
Text der Stele (William M. Flinders Petrie, Six Temples at Thebes, London (1897), Tafel 14)

In der Siegesinschrift von Karnak werden die Verbündeten der Libyer genannt: Šardana (Scherden), Šekeleš (Schekelesch), Turiša (Tyrsener), Luka und Aqi-waša (Achaier). Außerdem sind Anmarschwege des ägyptischen Heeres, Schlachtdauer, Opferzahlen des Feindes und eine Beuteliste Inhalt des Siegesberichts. Auf der Israel-Stele unterließ es der König, diese detaillierten Ausführungen nochmals zu erwähnen: Ihm kam es hauptsächlich auf die Hervorhebung seiner Rolle als Beauftragter der Götter an, dem Ptah in einem Traumorakel das Sichelschwert des Krieges überreicht hatte. Die Stele hat somit auch den Charakter einer Dankesrede an die Götter für den Merenptah beschiedenen Sieg in einem „heiligen Krieg“.

„3 Er (Merenptah) ist Schu, der das Unwetter über Kemet verjagt hat, ...der die Kriegslasten vom Nacken des Pat-Volkes vertrieben hatte und dem Rechit-Volk Atemluft gab, ...der die verschlossenen Tore der Stadt Inbu-hedj geöffnet hat...6 Der elende Fürst, der Feind aus Lebu, floh mitten in der Nacht, ganz allein, ohne Feder auf dem Kopf, mit bloßen Füßen...14 Ein großes Wunder ist in Ta-meri (Ägypten) geschehen: Sein Angreifer ist als Gefangener in die Hände Ägyptens gegeben. (…) Der Übeltäter Meria (…) ist niedergeworfen (...)15 und die Götterneunheit erklärt ihn wegen seiner Greueltaten für schuldig.“

Die nachfolgenden Zeilen 21 bis 25 beschreiben die überschwängliche Freude der Ägypter über den vom siegreichen König herbeigeführten Frieden:

„17 Seht, man setzt sich beim Starken nieder, und sofort gibt es Luft zum Leben...21 Große Freude ist in Ägypten entstanden; Jubelschrei ist in den Orten von Ta-meri ausgebrochen. 22 Seht, wie angenehm ist es, sich hinzusetzen und zu plaudern. Man schreitet den Weg weit aus, ohne dass Furcht im Herzen der Menschen ist...25 Man geht am Tage singend umher. Es gibt kein Klagegeschrei von Leuten, die trauern ... Re hat sich Ägypten erneut zugewandt.“

### Die Erwähnung Israels
Im Gegensatz zu den anderen erwähnten geographischen Namen wird das Wort „Israel“ hier nicht mit dem Determinativ für einen Ort oder ein Land, sondern mit dem für eine Personen- oder Menschengruppe geschrieben. Israel wurde somit Ende des 13. Jahrhunderts v. Chr. noch nicht als Staat verstanden, sondern als Bezeichnung für eine Völkergruppe.
Die Erwähnung eines Stammes Israel ist der älteste und einzige nichtbiblische Beleg für die Existenz des Namens Israel zu ramessidischer Zeit. Es sollte bis zum 9. Jahrhundert v. Chr. dauern, bis erstmals ein Staat mit Namen Haus Omri in assyrischen Inschriften und der Mescha-Stele als Gleichsetzung mit dem Namen Israel belegt ist. Die Frage nach historischen Gemeinsamkeiten mit dem in der Merenptah-Stele beschriebenen Nomaden-Volk Israel und dem späteren Staat konnte bis heute nicht geklärt werden. Die übrigen Orte jedoch, die erwähnt werden, sind teilweise einigen Städten im historischen Israel zuzuordnen, so zumindest Gezer und die Philister-Stadt Aschkelon. Für Jenoam kommen mehrere in Betracht, darunter ein Ort an der Grenze des Stammes Ephraim zu Manasse (siehe Zwölf Stämme Israels) sowie Janoaḥ östlich von Tyros; auch die heute noch existente Ortschaft Jokne’am ist nicht auszuschließen.

„26 ...Die Häuptlinge werfen sich nieder und rufen šrm.

Tjehenu (Tḥnw, Libyen) ist erobert.

Hatti (Ḫtṯ3) ist befriedet.

Kanaan (P3-K3nˁnˁ) ist mit allem Übel erbeutet.

27 Askalon (Jsq3rny) ist herbeigeführt.

Gezer (Q3ḏ3r) ist gepackt.

Jenoam (Ynwˁm3m) ist zunichtegemacht.

Israel (Jsrjr) ist verwüstet, seine Saat ist nicht mehr.

Chor (Ḫ3rw) ist zur Witwe (ḫ3rt) von 28 Ta-meri (das Geliebte Land, d. h. Ägypten) geworden.

Alle Länder sind insgesamt in Frieden.“

| i | i | z · Z1s · Z1s · r | i | A | r · Z1 | T14 | A1 · B1 · Z2s |

| i | i | z · Z1s · Z1s · r | i | A | r · Z1 | T14 | A1 · B1 · Z2s |

| f · k · t | G37 |

| f · k · t | G37 |

| b · n |

| b · n |

| O1 · r · t | N33B · Z2 |

| O1 · r · t | N33B · Z2 |

| f |

| f |